# Пиккардийская терция
«Пиккарди́йская те́рция» (укр. Піккардійська терція) — украинская а-капельная группа, секстет.

## История
Группа создана в 1992 году во Львове. Первоначально группа представляла собой двенадцатиголосный смешанный хор студентов Львовского Государственного музыкального училища имени С. Людкевича. После определённого отбора репетициями и вокальными экспериментами группа переформатировалась в квартет — Владимир Якимец, Ярослав Нудык, Андрей Капраль и Богдан Богач. Со временем к квартету присоединились ещё два музыканта — Андрей Базиликут и Роман Турянин.
24 сентября 1992 года состоялось первое выступление «Пиккардийской терции» во Львовском национальном университете им. И. Франко. Единственная замена в составе группы произошла в 1996 году: Андрея Базиликута заменил Андрей Шавала, который ранее тринадцать лет пел в «Трембите».
В 1993 году Пиккардийская терция — дипломанты фестиваля Червона Рута в Донецке. В 1994 году записали дебютный альбом «Піккардійська Терція». Название группы происходит от музыкального термина Пикардийская терция, к которому для отличия добавлена лишняя буква «к».

## Состав

### Нынешний состав
- Богач, Богдан Михайлович — бас
- Капраль, Андрей Миронович — тенор
- Нудик, Ярослав Владимирович — тенор-универсал
- Турянин, Роман Фёдорович — высокий голос, тенор
- Шавала, Андрей Михайлович — баритон
- Якимец, Владимир Ярославович — художественный руководитель, тенор
- Менеджер — Климовский, Роман Богданович

### Музыканты прошлых составов
- Вощина, Иван Миронович (†) — ударные
- Базиликут, Андрей

## Дискография

### CD
- 1994 — «Піккардійська Терція».
- 1997 — «Сад ангельских пісень».
- 1999 — «Я придумаю світ».
- 2002 — «Tercja Pikardijska».
- 2002 — «Ельдорадо».
- 2003 — «Українська колекція».
- 2003 — «Антологія. Том 1».
- 2004 — «З Неба до Землі».
- 2005 — «Антологія. Том 2».
- 2009 — «Етюди».

### Кассеты
- 1995 — «AD LIBITUM» (выступление во Львовском органном зале)
- 1996 — Тиха ніч (выступление во Львовском оперном театре)
- 1999 — «Я придумаю світ»